# Caracol Televisión
Каракол Телевісьйон, скор. «Каракол» (англ. Caracol Televisión, скор. Caracol) — колумбійська безкоштовна телевізійна мережа, що належить Групо Валорему. Це одна з провідних приватних телевізійних мереж в Колумбії, поряд з Canal RCN та Canal 1. Мережа розповсюджує та виробляє понад 5000 програм і виходить в ефір у понад 80 країнах.